# Llombera
Llombera es una localidad española, perteneciente al municipio de La Pola de Gordón, en la provincia de León y la comarca de la Montaña Central, en la Comunidad Autónoma de Castilla y León. 
Situado sobre el arroyo Llombera, afluente del río Bernesga.
Los terrenos de Llombera limitan con los de Villar del Puerto y Valle de Vegacervera al norte, Coladilla, Vegacervera, Villalfeide y Serrilla al noreste, Matallana de Torío, Orzonaga y Robles de la Valcueva al este, Robledo de Fenar, Solana de Fenar y Candanedo de Fenar al sureste, Rabanal de Fenar y Brugos de Fenar al sur, Alcedo de Alba, Puente de Alba y Peredilla al suroeste, Nocedo de Gordón, Huergas de Gordón y La Pola de Gordón al oeste y Vega de Gordón y Santa Lucía de Gordón al noroeste.
Perteneció al antiguo Concejo de Gordón.

## Monumentos
- Iglesia Parroquial de San Pedro: Esta iglesia, que es el principal monumento de Llombera, refleja la importancia religiosa y comunitaria del lugar. Aunque no se detallan sus características arquitectónicas específicas, su mención sugiere una historia y significado profundos para los habitantes de la localidad.

- Ermita del Santo Cristo de los Remedios: Una construcción religiosa de menor tamaño pero igualmente significativa, que complementa el patrimonio espiritual y cultural de Llombera.[2]